# Денисов Андрій Ігорович
Андрій Ігорович Денисов — головний сержант Збройних сил України, учасник російсько-української війни, що відзначився у процесі російського вторгнення в Україну в 2022 році.
Брав участь в АТО на сході України в складі роти вогневої підтримки 128-ої окремої гірничо-піхотної бригади (в/ч А1556).

## Нагороди
- орден «За мужність» III ступеня (2022) — за особисту мужність і самовіддані дії, виявлені у захисті державного суверенітету та територіальної цілісності України, вірність військовій присязі[1]..